# Bahnkolk Upgant-Schott
Der Bahnkolk Upgant-Schott ist ein Naturschutzgebiet in der niedersächsischen Gemeinde Upgant-Schott in der Samtgemeinde Brookmerland im Landkreis Aurich.
Das Naturschutzgebiet mit dem Kennzeichen NSG WE 117 ist 8,7 Hektar groß. Es besteht aus einem zu Beginn des Ersten Weltkrieges durch Sandabbau entstandenen See sowie den angrenzenden Uferbereichen. Das Gebiet liegt westlich von Marienhafe direkt an der Bahnstrecke Rheine–Norddeich Mole und steht seit dem 3. Juli 1973 unter Naturschutz. Zuständige untere Naturschutzbehörde ist der Landkreis Aurich.